# خزان مرن
الخزان المرن (القربة) هو منتج يسمح لصهريج التخزين بتخزين العديد من أنواع السوائل. ويسمى أيضًا "cisterna flexible" الإسبانية و"citerne souple" الفرنسية. عندما يصل الخزان المرن إلى أقصى سعة، فإنه يأخذ شكل وسادة كبيرة وهذا سبب تسميته بـ:«الخزان الوسادة».

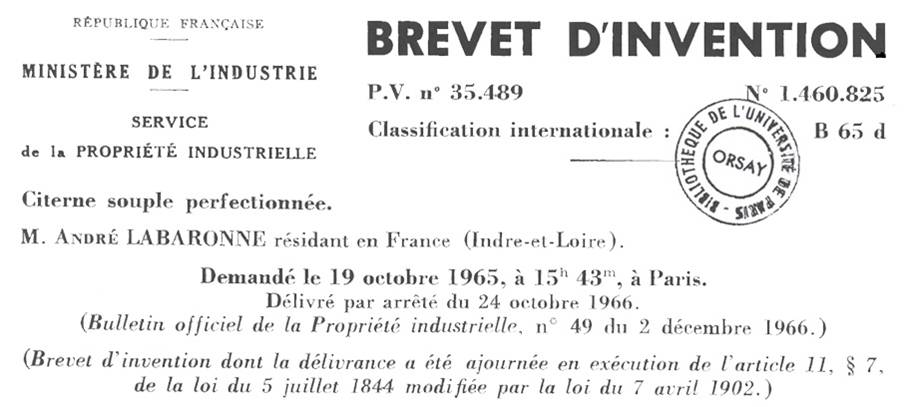
براءة اختراع السيد أندريه لابارون.

## معلومات تاريخية
صُنع أول خزان مرن مرن من البوليستر ومادة بولي فينيل كلوريد PVC الموجودة في الجزائر (أفريقيا) في الخمسينيات من القرن الماضي. المخترع هو السيد/ أندريه لابارون، (براءة اختراع رقم 1.460.825، 19 أكتوبر 1965)، تحت العلامة التجارية CITAF (Citernes pour l’agriculture Française)

## الوصف
تُصنّع الخزانات المرنة من غشاء من مادة بولي فينيل كلوريدالمقاومة للحرارةمقاومة وتُلحم بأساليب لحام عالية التردد (HF). تُصنع الأنسجة من مادة البوليستر (الذي يعطي الخزان المرن المقاومة التي يحتاجها) ومع حث مادة بولي فينيل كلوريد. والمواد المستخدمة هي بشكل عام أشعة فوق بنفسجية وتستخدم لقدرتها على الاستقرار الكيميائي الميكانيكي. وهذا الغشاء يمكن تدويره ويمكن إعادة الاستفادة منه لأغراض أخرى.
وتصنع الأنسجة خصيصًا لضمان الدعم الذاتي، بمعنى أن الخزان المرن يمكن أن يقف وحده دون دعامات. وهذا يجعل الخزان المرن ذا ثلاثة أبعاد أي أنه لا يحتاج لأي دعم. وهناك أنواع كثيرة من الأنسجة والاختلاف بينها هو السائل المخزن بها. حيث إن البعض منها يكون أفضل لتخزين الماء فإن البعض الآخر يكون أفضل لتخزين الهيدروكربونات، على سبيل المثال.

ويعتبر تركيب الخزان سريعًا وبسيطًا. ويحتاج الفرد فقط إلى سطح كبير يضع عليه الخزان المرن. ويجب أن يكون السطح أفقيًا، خاليًا من الأحجار ويوصى بقوة بأن يحتوي السطح على طبقة ناعمة من الرمل. والبديل الجديد للتغطية بالرمل تحت الخزان المرن هو وضع قطعة قماش على الأرض. ومعظم القماش الذي يغطي الأرضية يكون مصنوعًا من نسيج أرضي يعمل بالتوافق مع الخزان المرن لتقليل فرصة الاحتكاك التي تسبب عطلاً للخزان.
 ويتم تخزين السائل دائمًا نظيفًا، ولا يحدث فيه تبخر ولا يمكن دخول الملوثات من حافته الخارجية وتلوث السائل المخزن. والخزان مرن وقابل للنقل، وليس ثقيلًا وتدوم المادة المصنع منها لسنوات عديدة. وعند الحاجة إلى تخزين سوائل تبعث روائح نفاذة، فإنه يحتوي هذه الروائح بشكل كامل.

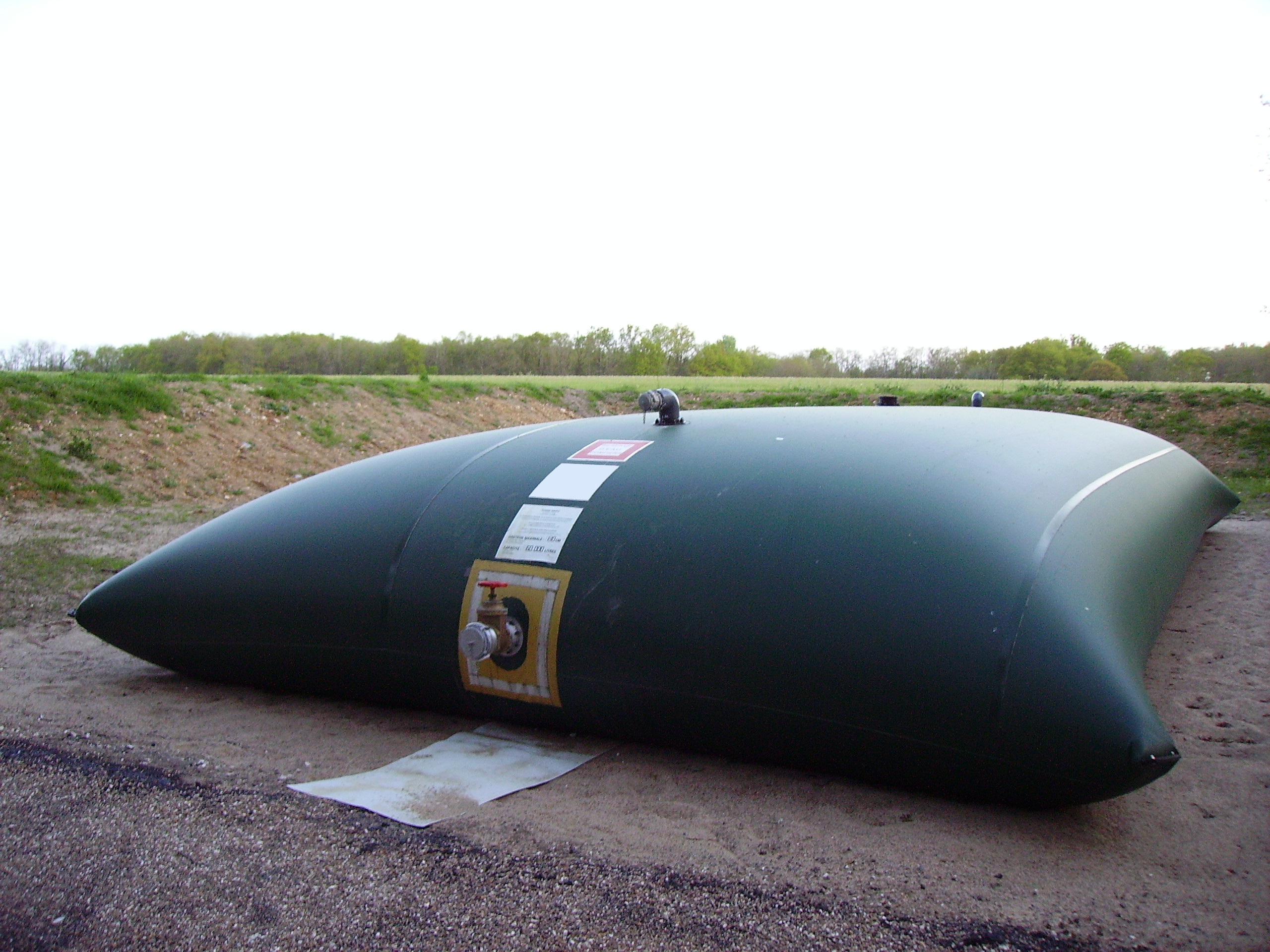
يستخدم الخزان المرن للحماية من الحريق.

سعة الخزانات المرنة كبيرة جدًا. وهذه الخزانات بدءًا من الأحجام الصغيرة وحتى الأحجام الكبيرة (التي تصل إلى 1000 م3) يمكن أن تحتوي على الماء والمخصبات السائلة والمنتجات الكيميائية وماء الأمطار وماء الشرب والماء المستخدم.
تطبيقات هذا الخزان كثيرة، حيث يستخدم في الزراعة والصناعة والحماية المدنية وفي الجيش والأعمال الخيرية.

## وصلات ويكيبيديا
خزان الماء؛
الماء؛
الخزانات المرنة؛
خزان الوقود؛
الزراعة؛
تخزين المياه